# Claes Lindahl
Claes Göran Ingemar Lindahl, född 12 januari 1943, är en svensk ekonom och författare.
Lindahl är konsult för frågor om internationellt utvecklingssamarbete och har skrivit romaner och böcker om Drottningholm och Mälaren.
Han är gift med Julie Lindahl.